# Jake Delhomme
Pour les articles homonymes, voir Delhomme.
(en) Statistiques sur pro-football-reference
Jake Delhomme est un joueur américain de football américain né le 10 janvier 1975 à Breaux Bridge en Louisiane.

## Biographie

### Carrière universitaire
Il a joué avec l'université de Southwestern Louisiana, maintenant Université de Louisiane à Lafayette. Delhomme fut le premier joueur à dépasser 1000 yards à la passe pendant quatre saisons universitaires.

### Carrière professionnelle
Il a joué deux saisons dans la ligue européenne de NFL, avec les Amsterdam Admirals en 1998 et les Francfort Galaxy en 2000.
Depuis 2003, il dépasse régulièrement les 3000 yards à la passe par saison. 
Lors de la saison NFL 2005, il a réussi 3421 yards à la passe, avec 24 lancers qui ont abouti à des touchdowns, 16 de ses passes ont été interceptées.
À l'issue de la saison NFL 2009, l'une des plus mauvaises de sa carrière (18 interceptions), son club l'a laissé libre malgré un contrat renouvelé un an plutôt.
En 2010, il signe aux Browns de Cleveland et effectue une saison comme remplaçant, étant titulaire occasionnel. Il est libéré le 28 juillet 2011.

## Palmarès
- Pro Bowl en 2005
- Finaliste du Super Bowl XXXVIII en 2004